# Endoproteza

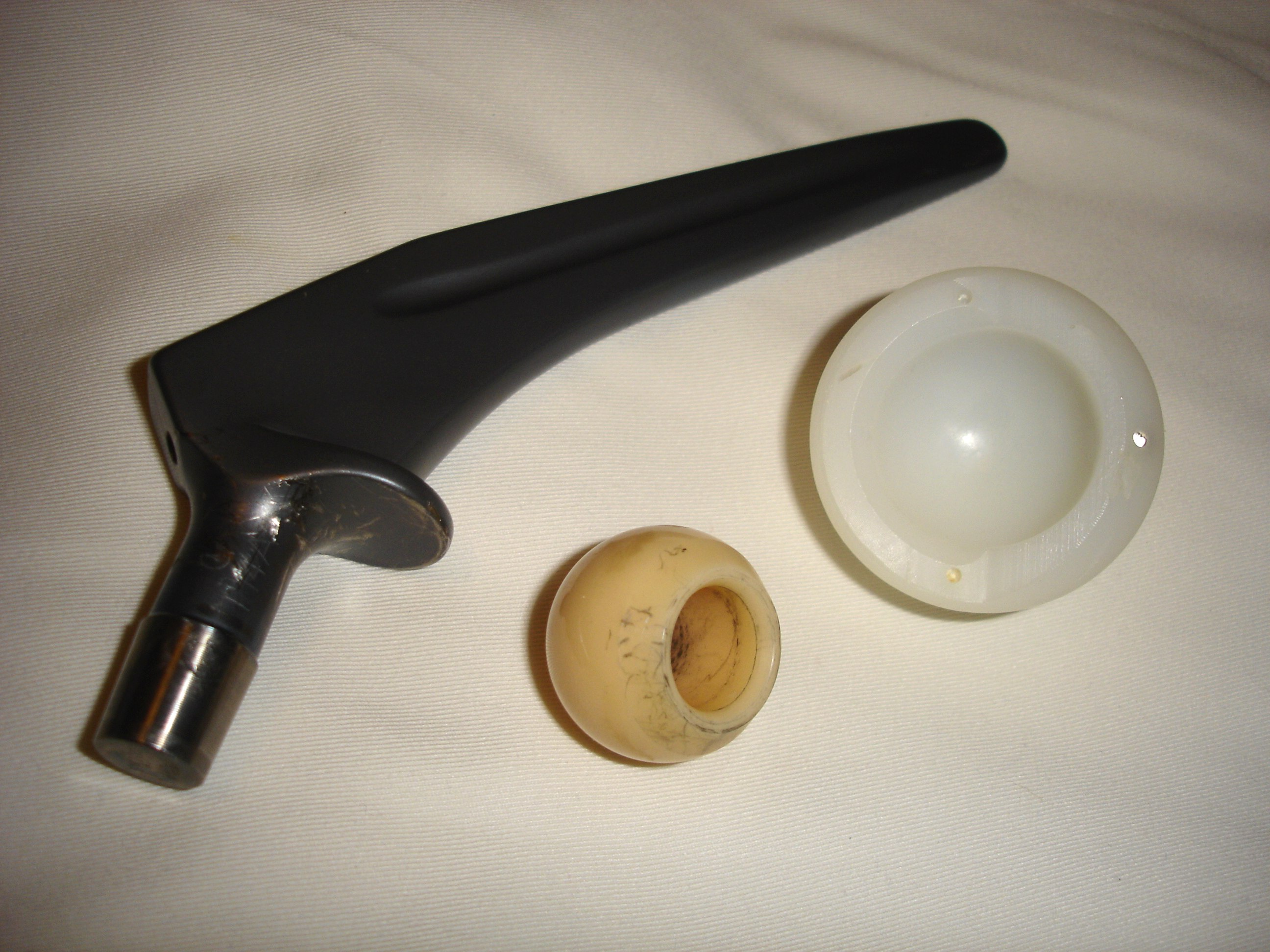
Endoproteza stawu biodrowego

Endoproteza – wykonany z biomateriałów element, wszczepiany operacyjnie do organizmu (implant), zastępujący lub wspomagający utraconą funkcję narządu lub narządów. Termin ten odnosi się głównie do implantów zastępujących uszkodzone elementy układu ruchu, zwłaszcza staw biodrowy i kolanowy, chociaż do endoprotez zaliczamy też np. implanty układu sercowo-naczyniowego. Endoprotezami nie są natomiast implanty ortopedyczne, służące do zespalania złamanych kości (osteosyntezy), które po zrośnięciu się tkanki kostnej są usuwane z organizmu. 

## Endoprotezy stawu biodrowego
Ze względu na sposób mocowania oraz komponenty użyte przy wprowadzaniu protezy w tkanki rozróżniamy endoprotezy:
- całkowite - wymianie na sztuczne elementy podlega zarówno panewka jak i głowa kości udowej,
- częściowe - wycięciu podlega tylko głowa kości udowej, w miejsce której zakłada się protezę,
- cementowe - polietylowa panewka, metalowy trzpień, oraz metalowa lub ceramiczna głowa, mocowana za pomocą kleju kostnego, tzw. cementu,
- bezcementowe - panewka jak i główka stawu składa się z metalu i wkładki polietylowej o porowatej powierzchni,
- hybrydowe,
- związane,
- niezwiązane.